# Морозов, Павел Тимофеевич
Павел Тимофеевич Морозов (1808—1881) — пензенский землевладелец, литератор, публицист метеоролог, практик сельского хозяйства, действительный статский советник.

## Биография
Из дворян. Уроженец села Панцыревка Городищенского уезда Пензенской губернии. Сын коллежского асессора Тимофея Петровича и Авдотьи Андреевны Морозовых Воспитанник Московского университетского благородного пансиона,  который окончил в 1824 году с золотой медалью.
Поступил (1824) на службу в канцелярию новороссийского губернатора М. С. Воронцова. Принял деятельное участие в культурной жизни Одессы: сотрудничал в «Одесском вестнике» (с 1827), входя в редакцию газеты; предпринял издание «Новороссийского календаря» (1831—1837), служившего «периодическом зеркалом современного быта, как в особенности одесского», так и «вообще Новой России».
Являлся ревностным сотрудником Общества сельского хозяйства Южной России, печатался и редактировал «Записки Общества», занимался метеорологией на научной основе. Большое внимание уделял селекции, свое имение преобразовал в опытное хозяйство. Его наблюдения и таблицы напечатаны в «Материалах для географии и статистики в России…».
Морозов — убеждённый монархист и консерватор, исповедующий православно-ортодоксальные взгляды. Морозов утверждал небесное происхождение власти, жажда единения с которой, по его мнению, — одна из основных черт русского характера.
Смерть, как сказано в некрологе, «скончался в результате глубокого потрясения, получив роковое известие о злодейском умерщвлении … Александра II».

### Главные сочинения
- «История Одессы» (1831);
- «Борьба христианства с язычеством» (М., 1845);
- «Мое знакомство с М. Л. Магницким» (М., 1877);
- «Из одесских воспоминаний» (М., 1877).
- В 1883 году сочинения Морозова вышли отдельно: «Исторический вестник» (1884, № 12) и «Восток» (1881, № 113 и 114)[5].